# Mode (grammaire)
Pour les articles homonymes, voir Mode.
Le mode (du latin modus, « manière ») est un trait grammatical qui dénote la manière dont le verbe exprime le fait, qu'il soit état ou action (la terminologie linguistique emploie le terme procès). Le plus souvent associé au verbe, ce trait ne lui est cependant pas exclusif. Les modes verbaux représentent la manière dont l'action exprimée par le verbe est conçue et présentée. L'action peut être mise en doute, affirmée comme réelle ou éventuelle. Ils se combinent à la sémantique des verbes et, par là, créent les aspects. Enfin, ils entraînent morphologiquement des désinences verbales (les conjugaisons)...

## En français
Dans la langue française, on distingue traditionnellement sept modes, dont quatre sont qualifiés de personnels et trois d'impersonnels.

### Modes personnels
Les modes personnels sont :
- L'indicatif, qui énonce un fait considéré dans une phrase déclarative comme réel et certain dans le présent, ayant été tel dans le passé ou devant être tel dans le futur, dans une phrase interrogative comme un fait qui reste à vérifier, et d'actions secondaires ou encore descriptif.

Il vient ; il mange. (énoncé déclaratif, fait déclaré réel dans le présent).
Est-ce qu'il vient ? (énoncé interrogatif, fait à vérifier).
- L'impératif, qui énonce un ordre (injonction), une prière, un souhait, une exhortation, une défense, une invitation ou un encouragement. Il ne comporte que trois personnes (2e du singulier, 1re et 2e du pluriel).

Viens ! Mange !'
- Le subjonctif, qui traduit un mouvement de l'âme (une pensée, un sentiment ou un désir), envisagé mais non encore réalisé (DOVE : doute, obligation, volonté, émotion).

Je ne suis pas sûr qu'il vienne / qu'il mange.
- Le conditionnel, qui permet d'évoquer un fait éventuel, plus ou moins probable, dépendant d'une condition à remplir, d'une supposition (hasard) ou d'une concession hypothétique, souvent introduites par si, que, etc.

Si je le pouvais, je viendrais / je mangerais.
Le statut de mode du conditionnel est désormais contesté. Certains linguistes comme Maurice Grevisse considèrent les trois temps du conditionnel (le conditionnel présent, le conditionnel passé première forme ainsi que le conditionnel passé deuxième forme) comme des temps de l'indicatif dans la mesure où ils désignent un futur dans le passé ou un futur hypothétique. Ces trois temps seraient donc une sorte de variante du futur qui est un temps de l'indicatif et ils devraient ainsi être considérés comme des temps de l'indicatif, tout comme le futur .

### Modes impersonnels
Les modes impersonnels sont :
- L'infinitif, qui a une valeur tantôt nominale (surtout au temps présent), tantôt verbale (temps présent, passé et futur).

La raison d'être (= de l'existence) Que faire ? — Avoir osé me narguer !
- L'infinitif présent, pouvant avoir valeur de conditionnel de présent : se taire, c'est consentir, ou très rarement de passé : Après manger, elle est adorable.
- L'infinitif passé, qui exprime l'antériorité : Elle est persuadée de t'avoir convaincu.
- L'infinitif futur, limité aux cas d'utilisation dans une périphrase de devoir + inf., pour indiquer un futur : …un ami que je savais devoir partir. L'infinitif futur est également employé pour signifier une action qui devra être réalisée dans le futur : " À payer ", (indication sur une facture).

- Le participe qui est, comme l'infinitif, une forme nominale du verbe, participant à la fois du verbe (exprimant l'action) et de l'adjectif (qualifiant un nom).
  - le participe présent, souvent devenu un adjectif verbal qualifiant un nom (comme épithète ou comme attribut). Il traduit alors une manière d'être plutôt qu'une action. Dans les autres cas, il a une valeur principalement verbale, possédant un sujet et admettant des compléments d'objets ou circonstanciels.
Quand il sert de forme adjectivale au verbe, il se décline en deux temps (et, intrinsèquement, deux aspects et deux voix) mais ne s'accordant pas en genre ni nombre quand il est au présent, mais quand il est considéré comme un adjectif verbal, les deux formes sont parfois homographes : une matière adhérant au plafond = une matière adhérente, mais une matière recouvrant les murs = une matière recouvrante.
  - Le participe passé, quant à lui, est le plus souvent passif et dénote l'aspect perfectif et achevé du procès. Il peut s'accorder en genre et en nombre, selon des règles relativement complexes (mangé, elle a mangé, elle est mangée). Le participe passé est la forme secondaire de tout temps composé : son emploi est donc très fréquent.
- Le gérondif est utilisé pour indiquer la simultanéité d'un fait qui a lieu dans le cadre d'un autre fait : sourire (tout) en dormant, mais aussi pour exprimer la manière ou le moyen : Il a appris le métier en observant, ou encore pour exprimer la cause ou l'origine : En voyant sa blessure, il comprit la gravité de l'accident. Elle est liée à l'aspect progressif intrinsèque du participe présent, le plus souvent actif (courant ~ en courant).

## Dans d'autres langues
- L'optatif, en abrégé OPT, indique le souhait ou l’espoir.
- Le médiatif
- Le jussif
- Le volitif
- L'albanais, qui n'a pas à proprement parler d'infinitif, dispose en revanche d'un mode dit admiratif (« mënyra habitore », voir anglais : Mirativité (en)), qui exprime, soit l'admiration ou la surprise, soit le doute, l'ironie, ou une information rapportée. Ex : Sa larg ke shkuar (tu es allé loin) # Sa larg paske shkuar! (comme tu es allé loin !)[2].